# Tamás Nándor
Tamás Nándor Károly (Kézdivásárhely, 2000. október 24. –) romániai labdarúgó, a Komáromi FC játékosa.

## Pályafutása
2019. február 3-án, a Fehérvár ellen hazai pályán 3–0-ra megnyert bajnoki mérkőzésen debütált a Puskás Akadémia csapatában az NBI-ben. 2024. július 3-án aláírt a szlovák élvonalba frissen feljutó Komáromi FC csapatához. Tétmérkőzésen a Dunaszerdahely elleni csallóközi derbin mutatkozott be a bajnokságban, augusztus 4-én.

## A válogatottban
Négy meccset játszott és egy gólt szerzett Románia U18-as csapatában Florin Bratu edző irányítása alatt.

## Fordítás
- Ez a szócikk részben vagy egészben  a   Nándor Tamás című angol Wikipédia-szócikk fordításán alapul.  Az eredeti cikk szerkesztőit annak laptörténete sorolja fel. Ez a jelzés csupán a megfogalmazás eredetét és a szerzői jogokat jelzi, nem szolgál a cikkben szereplő információk forrásmegjelöléseként.